# Djävulen (tarotkort)

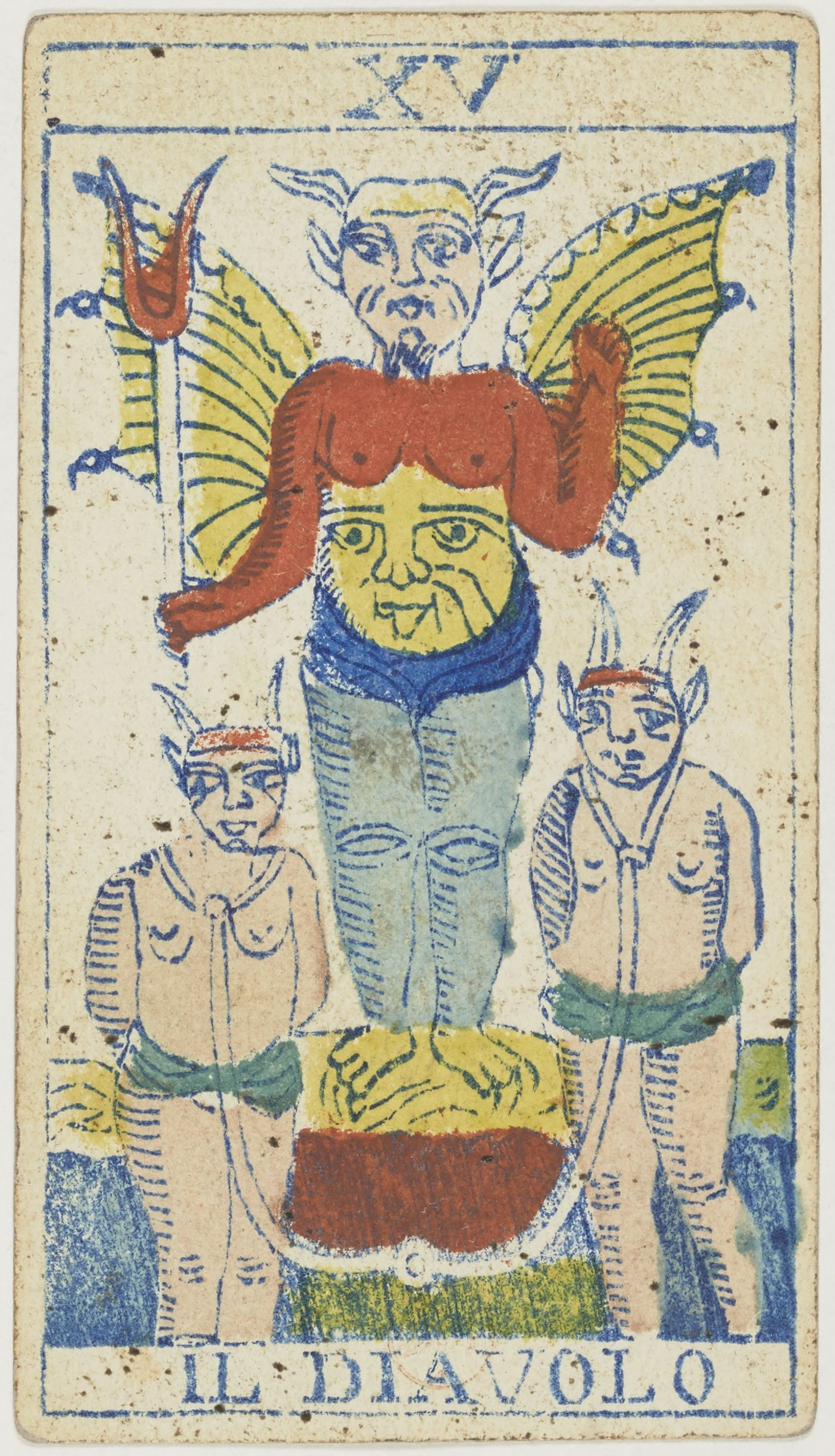
Djävulen med de två fastkedjade människorna.

Djävulen är ett av de 78 korten i en tarotkortlek och är ett av de 22 stora arkanakorten. Kortet ses generellt som nummer 15. Rättvänt symboliserar kortet förtryck, beroende, besatthet, maktlöshet och begränsningar. Omvänt symboliserar kortet självständighet, frihet, uppenbarelse och att återfå kontroll liksom makt. Kortet föreställer generellt en klassiskt satirisk djävul som också är känd som Baphomet. Djävulen är hälften människa, hälften get och har fladdermusvingar och ett omvänt pentagram i sin panna. Fastkedjad till sig har djävulen i regel en naken man och kvinna som bägge två har horn. Likaså har de båda svansar, där mannen i regel har en låga på sin medan kvinnan har en klase vindruvor. Men till skillnad från Den hängande som verkar oberörd av sin situation, så är dessa två missnöjda. Innebörden av kortet har varit relativt oförändrad genom historien, dock har utseendet på djävulen ändrats. I tidiga lekar hade till exempel djävulen bröst, ett manligt könsorgan och ögon på sina knän. Anledningen till att utseendet på djävulen utvecklats har att göra med att synen på djävulen förändrats, och därmed har den blivit mer ondskefull.